# Baba Buddha

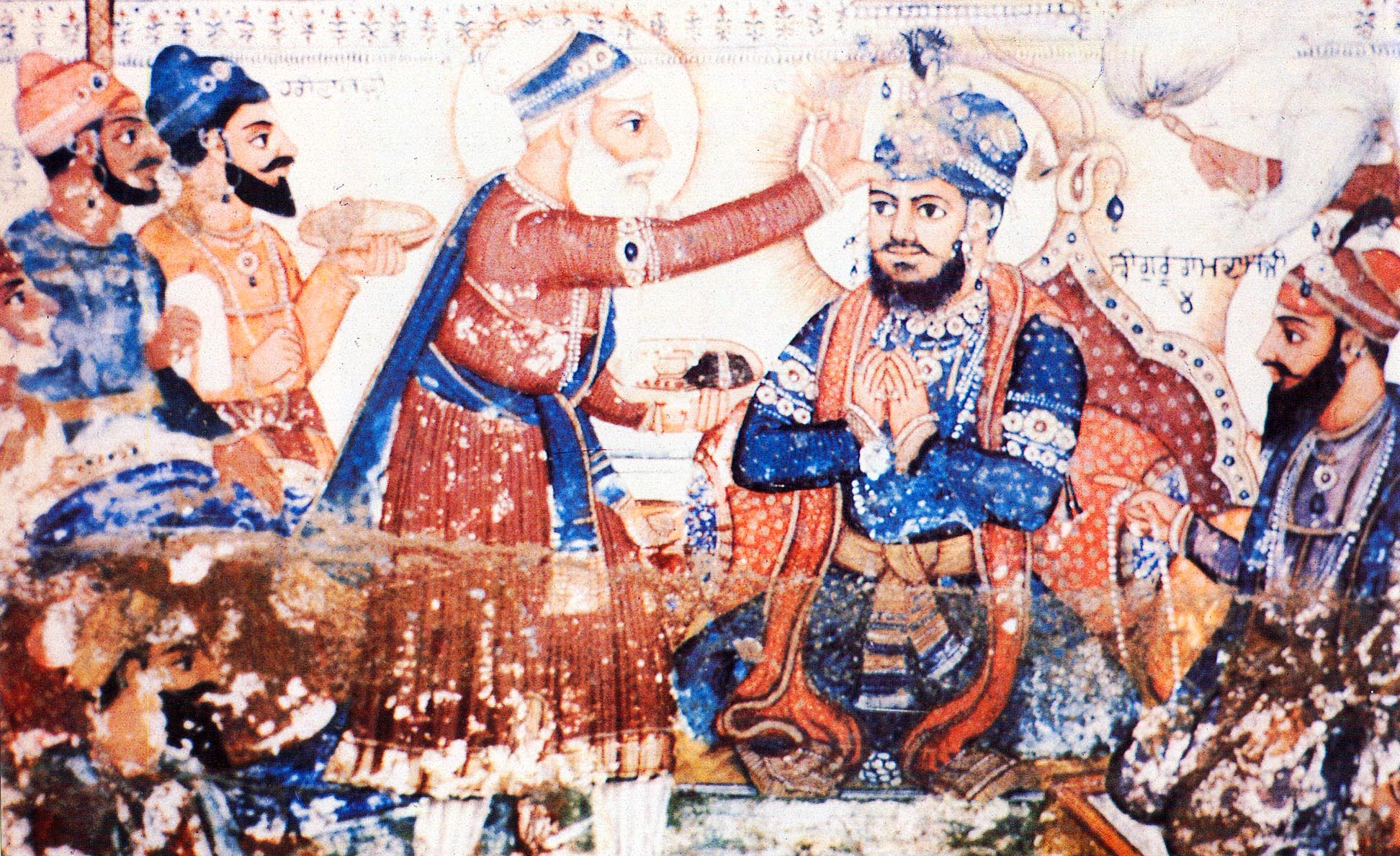
Baba Buddha pose le tikka, une distinction, sur la tête de Guru Arjan, le proclamant cinquième Guru du sikhisme.

Bhai Buddha (1506-1631) est une des figures les plus populaires du sikhisme. Il a été disciple du premier gourou, Guru Nanak. Il est né à Katthu Nangal, à 18 km au nord-est d'Amritsar. Son nom original était Bura. Jeune, lorsqu'il gardait des vaches, il a offert une coupe de lait à Guru Nanak qui passait non loin de là, lui demandant de le sortir du cercle des réincarnations ; le gourou le prit alors comme disciple, en lui disant qu'il avait la sagesse d'un vieil homme ; c'est pourquoi il le nomma Bhai Buddha c'est-à-dire homme vieux et sage. Bhai Buddha devint le premier Granthi, le lecteur officiel du Guru Granth Sahib dans le Temple d'or à Amritsar lorsqu'il y a été installé le 16 août 1604 ; il a été nommé à ce poste par Guru Angad. Il a été un officiant dans les cérémonies d'intronisation de Guru Nanak et de quatre autres Gurus du sikhisme. Il a enseigné cette religion aux plus jeunes et a aidé à construire la piscine du Temple d'Or. Le fils de Guru Angad, Hargobind a été un de ses élèves. Il est décédé dans un village appelé : Jhanda Ramdas. Deux temples, des gurdwaras, honorent sa mémoire.